# Patrick Lebeau
Pour les articles homonymes, voir Lebeau.
Patrick Lebeau (né le 17 mars 1970 à Saint-Jérôme, dans la province de Québec au Canada) est un joueur professionnel canadien de hockey sur glace,.

## Carrière de joueur
En 1986, il commence sa carrière dans la Ligue de hockey junior majeur du Québec avec les Cataractes de Shawinigan. Il fait aussi des passages avec les Castors de Saint-Jean et les Tigres de Victoriaville.
En 1989, il est choisi au 8e tour, 167e position par les Canadiens de Montréal au cours du repêchage d'entrée de la Ligue nationale de hockey.
Lors de la saison 1990-1991, il fait ses débuts dans la Ligue nationale de hockey avec le Canadien de Montréal, en plus de connaître beaucoup de succès avec les Canadiens de Fredericton de la Ligue américaine de hockey.
Entre 1992 et 1994, il joua quelques matchs dans la LNH avec les Flames de Calgary et les Panthers de la Floride, mais il dispute la plupart des matchs dans la Ligue internationale de hockey avec les Golden Eagles de Salt Lake et les Cyclones de Cincinnati.
Entre 1994 et 1999, il va en Europe où il joue une saison avec le DEG Metro Stars de la DEL et quatre saisons en Suisse avec le ZSC Lions et le HC La Chaux-de-Fonds.
Lors de la saison 1998-1999, il revient en Amérique-du-Nord, alors qu'il dispute huit matchs dans la LNH avec les Penguins de Pittsburgh.
Après trois autres saisons passées en Suisse, il se joint au Lions de Francfort. Il joue avec cette formation de la DEL entre 2002 et 2007.
Le 12 septembre 2007, il est invité à participer au camp d'entraînement des Flyers de Philadelphie, mais il ne réussit pas à percer l'alignement. Il ne joua aucun match lors de la saison 2007-2008.
Entre 2008 et 2010, il évolue en Autriche, avec les Capitals de Vienne de l'EBEL.
En septembre 2010, il se joint au Saint-François de Sherbrooke de la Ligue nord-américaine de hockey.

### Équipes d'étoiles et Trophées
- 1990 : nommé dans la 1re équipe d'étoiles de la Ligue de hockey junior majeur du Québec.
- 1991 : nommé dans la 2e équipe d'étoiles de la Ligue américaine de hockey.

## Parenté dans le sport
Il est le frère cadet de Stephan Lebeau.

## Statistiques
Pour les significations des abréviations, voir Statistiques du hockey sur glace.
| Saison    | Équipe                       | Ligue |    | Saison régulière | Saison régulière | Saison régulière | Saison régulière | Saison régulière |    | Séries éliminatoires | Séries éliminatoires | Séries éliminatoires | Séries éliminatoires | Séries éliminatoires |
| Saison    | Équipe                       | Ligue | PJ | B                | A                | Pts              | Pun              | PJ               | B  | A                    | Pts                  | Pun                  |                      |                      |
| 1986-1987 | Cataractes de Shawinigan     | LHJMQ | 66 | 26               | 52               | 78               | 90               | 13               | 2  | 6                    | 8                    | 17                   |                      |                      |
| 1987-1988 | Cataractes de Shawinigan     | LHJMQ | 53 | 43               | 56               | 99               | 116              | 11               | 3  | 9                    | 12                   | 16                   |                      |                      |
| 1988-1989 | Cataractes de Shawinigan     | LHJMQ | 17 | 19               | 17               | 36               | 18               | -                | -  | -                    | -                    | -                    |                      |                      |
| 1988-1989 | Castors de Saint-Jean        | LHJMQ | 49 | 43               | 70               | 113              | 51               | 4                | 4  | 3                    | 7                    | 6                    |                      |                      |
| 1989-1990 | Lynx de Saint-Jean           | LHJMQ | 57 | 53               | 85               | 138              | 76               | -                | -  | -                    | -                    | -                    |                      |                      |
| 1989-1990 | Tigres de Victoriaville      | LHJMQ | 15 | 15               | 21               | 36               | 23               | 16               | 7  | 15                   | 22                   | 12                   |                      |                      |
| 1990-1991 | Canadiens de Fredericton     | LAH   | 69 | 50               | 51               | 101              | 32               | 9                | 4  | 7                    | 11                   | 8                    |                      |                      |
| 1990-1991 | Canadiens de Montréal        | LNH   | 2  | 1                | 1                | 2                | 0                | -                | -  | -                    | -                    | -                    |                      |                      |
| 1991-1992 | Canadiens de Fredericton     | LAH   | 55 | 33               | 38               | 71               | 48               | 7                | 4  | 5                    | 9                    | 10                   |                      |                      |
| 1991-1992 | Équipe Canada                | Intl  | 7  | 4                | 2                | 6                | 6                | -                | -  | -                    | -                    | -                    |                      |                      |
| 1992-1993 | Golden Eagles de Salt Lake   | LIH   | 75 | 40               | 60               | 100              | 65               | -                | -  | -                    | -                    | -                    |                      |                      |
| 1992-1993 | Flames de Calgary            | LNH   | 1  | 0                | 0                | 0                | 0                | -                | -  | -                    | -                    | -                    |                      |                      |
| 1993-1994 | Cyclones de Cincinnati       | LIH   | 74 | 47               | 42               | 89               | 90               | 11               | 4  | 8                    | 12                   | 14                   |                      |                      |
| 1993-1994 | Panthers de la Floride       | LNH   | 4  | 1                | 1                | 2                | 4                | -                | -  | -                    | -                    | -                    |                      |                      |
| 1994-1995 | ZSC Lions                    | LNA   | 36 | 27               | 25               | 52               | 22               | 5                | 4  | 6                    | 10                   | 6                    |                      |                      |
| 1995-1996 | ZSC Lions                    | LNA   | 11 | 6                | 8                | 14               | 0                | -                | -  | -                    | -                    | -                    |                      |                      |
| 1995-1996 | DEG Metro Stars              | DEL   | 19 | 12               | 8                | 20               | 18               | 13               | 11 | 7                    | 18                   | 14                   |                      |                      |
| 1996-1997 | ZSC Lions                    | LNA   | 38 | 27               | 19               | 46               | 26               | 4                | 1  | 0                    | 1                    | 25                   |                      |                      |
| 1997-1998 | HC La Chaux-de-Fonds         | LNA   | 40 | 17               | 45               | 62               | 32               | -                | -  | -                    | -                    | -                    |                      |                      |
| 1997-1998 | HC La Chaux-de-Fonds         | LNB   | -  | -                | -                | -                | -                | 12               | 6  | 12                   | 18                   | 44                   |                      |                      |
| 1998-1999 | Penguins de Pittsburgh       | LNH   | 8  | 1                | 0                | 1                | 2                | -                | -  | -                    | -                    | -                    |                      |                      |
| 1999-2000 | HC Ambrì-Piotta              | LNA   | 44 | 25               | 38               | 63               | 32               | 9                | 5  | 5                    | 10                   | 8                    |                      |                      |
| 2000-2001 | ZSC Lions                    | LNA   | 22 | 9                | 10               | 19               | 31               | 13               | 4  | 4                    | 8                    | 4                    |                      |                      |
| 2001-2002 | HC La Chaux-de-Fonds         | LNB   | 5  | 3                | 15               | 18               | 2                | 5                | 3  | 5                    | 8                    | 8                    |                      |                      |
| 2002-2003 | Lions de Francfort           | DEL   | 31 | 22               | 15               | 37               | 10               | -                | -  | -                    | -                    | -                    |                      |                      |
| 2003-2004 | Lions de Francfort           | DEL   | 51 | 23               | 46               | 69               | 46               | 15               | 8  | 6                    | 14                   | 8                    |                      |                      |
| 2004-2005 | Lions de Francfort           | DEL   | 52 | 29               | 65               | 94               | 44               | 11               | 4  | 5                    | 9                    | 4                    |                      |                      |
| 2005-2006 | Lions de Francfort           | DEL   | 39 | 13               | 33               | 46               | 47               | -                | -  | -                    | -                    | -                    |                      |                      |
| 2006-2007 | Lions de Francfort           | DEL   | 33 | 11               | 24               | 35               | 36               | 5                | 1  | 2                    | 3                    | 10                   |                      |                      |
| 2008-2009 | Capitals de Vienne           | EBEL  | 52 | 30               | 52               | 82               | 54               | 5                | 3  | 2                    | 5                    | 0                    |                      |                      |
| 2009-2010 | Capitals de Vienne           | EBEL  | 37 | 14               | 36               | 50               | 18               | 12               | 5  | 17                   | 22                   | 8                    |                      |                      |
| 2010-2011 | Saint-François de Sherbrooke | LNAH  | 2  | 0                | 3                | 3                | 0                | -                | -  | -                    | -                    | -                    |                      |                      |